# Jean-Claude Pennetier
Pour les articles homonymes, voir Pennetier.
Jean-Claude Pennetier est un pianiste français né à Châtellerault le 16 mai 1942.

## Biographie
Jean-Claude Pennetier commence à étudier le piano dès l'âge de trois ans et entre plus tard au Conservatoire de Paris en classes de piano et de musique de chambre. Après avoir réussi brillamment plusieurs concours internationaux, il commence une carrière de soliste qui va l'amener à se produire à l'étranger. Au début des années 1970, il interrompt momentanément cette carrière pour se consacrer à la composition et la direction d'orchestre, il met aussi cette période à profit pour approfondir son répertoire  et sa réflexion sur la musique. Il va s'intéresser au théâtre musical, à l'écriture d'opéras pour enfants, au pianoforte. Il se passionne aussi pour la  musique de chambre, la musique contemporaine. Il dirige l'Ensemble intercontemporain, l'Ensemble 2e2m et à partir de 1995, il enseigne au Conservatoire de Paris. Il a créé des œuvres de Philippe Hersant, Maurice Ohana, Pascal Dusapin, entre autres compositeurs du XXe siècle qu'il affectionne.
Il est invité en France et à l'étranger comme soliste avec des orchestres renommés : Orchestre de Paris, Staatskapelle de Dresde, NHK de Tokyo, etc. Il est invité au Festival de La Roque-d'Anthéron, à celui  de Prades, au Festival Chopin à Bagatelle, à la Saison musicale d'été de Sceaux, au « Printemps des arts » de Monte-Carlo, à Seattle, aux « Nuits de Moscou ». Il se produit chaque saison au Canada et aux États-Unis pour jouer avec orchestre, en récital ou en formation de chambre.
Entré dans l'Église orthodoxe au sein de l'ECOF, il est ordonné prêtre en 2004 pour la paroisse Sainte-Geneviève-et-Saint-Martin à Paris, rattachée à la Métropole orthodoxe roumaine d'Europe occidentale et méridionale. Il fonde en 2009 la paroisse de la Protection-de-la-Mère-de-Dieu à Chartres, dont il devient le recteur.
Il épouse France, fille de Valérie Soudères,,.

## Décorations
- Chevalier de la Légion d'honneur
- Officier de l'ordre des Arts et des Lettres

## Prix
- 1ers Prix de piano et musique de chambre au Conservatoire
- 1er  Prix Gabriel-Fauré
- 2e Prix Marguerite Long
- 1er Prix du Concours de Montréal
- 1er nommé du Concours de Genève (1968)
- Lauréat du Concours « Marguerite Long »
- Grand prix de l'Académie Charles Cros en 1999 pour la sonate en si bémol majeur de Schubert.

## Choix d'enregistrements
- Mozart Les deux derniers concertos (pour piano n°27 K.595 & pour clarinette K.622 par Michel Lethiec), Jean-Jacques Kantorow, orchestre d'Auvergne  (Lyrinx, enr. 1990)
- Schumann (« À Catherine Collard ») : Fantaisie op. 17, Scènes d'enfants op. 15, Phantasiestücke op. 111 (Lyrinx, 1994)
- Debussy Estampes, Pour le piano, Images (Lyrinx 1996, enr en 1994·95)
- Brahms Sonates pour clarinette et piano n°1 et n°2, Phantasiestücke op. 73 avec Michel Lethiec  (Lyrinx, enr. 1995)
- Schubert Sonate en si b majeur D960, Quatre impromptus op. 142 (2 CD Lyrinx enr. à l’Abbaye de Fontevraud en 1997).
- Beethoven Concertos pour piano n°1 en ut majeur et n°3 en ut mineur, Serge Baudo, orchestre philharmonique de Monte-Carlo (1 Super Audio CD Lyrinx 2000, enr. Direct Stream Digital multicanal en 1998)
- Ravel (musique de chambre), Saphir Productions
- Mozart, avec Michel Portal et le Quatuor Ysaÿe, Aeon (2006)
- Schubert : les trios, avec Régis Pasquier et Roland Pidoux, Harmonia Mundi
- Hyacinthe Jadin : Sonates pour pianoforte (sur un instrument d’époque)
- Maurice Ohana : Concerto pour piano et orchestre, orchestre philharmonique du Luxembourg, Arturo Tamayo, Timpani (1997)
- Beethoven/Liszt : Symphonie n°7 (Harmonia Mundi)
- Maurice Ohana : 3 Caprices, 24 Préludes ; Arion (1989)
- Gabriel Fauré : intégrale pour piano - vol. 1, 2, 3, 4 (Mirare 2009, 2011, 2015, 2018). Choc de Classica
- Schubert : Sonates pour piano D.894 et D.959 (Mirare)

## Élèves
- Jean-Pierre Collot
- Hideki Nagano
- François Chaplin